# 1Q84
1Q84 (いちきゅうはちよん () Ichi-Kyū-Hachi-Yon) là tên tiểu thuyết gồm 3 tập phát hành trong khoảng từ năm 2009 đến 2010 của nhà văn người Nhật, Murakami Haruki.

## Sơ lược nội dung
Bối cảnh trong 1Q84 đặt ở Tokyo, Nhật Bản trải dài từ tháng 4 đến tháng 12 năm 1984 hư cấu. Tiểu thuyết được phân chia làm 2 tuyến truyện chính thông qua điểm nhìn của Aomame và Tengo, tương tự cấu trúc trong Kafka bên bờ biển. Tập 3 còn có thêm một tuyến truyện phụ nữa nhìn từ nhân vật Ushikawa.
Một ngày bình thường 20 năm trước, khi lớp học không còn ai khác sau giờ học, Aomame và Tengo đã lặng lẽ cầm tay nhau. Dù không trao đổi một lời nào, từ trong thâm tâm cả hai người đã nhen nhóm lên tình cảm không thể xoá nhoà. Thế nhưng theo dòng đời đẩy đưa, hai người không còn liên hệ gì với nhau.
Trở lại năm 1984, Aomame lúc này đã là một huấn luyện viên có tiếng tại một phòng tập thể dục. Mặt khác, cô còn một công việc ngầm nữa là trừng phạt những gã đàn ông sử dụng bạo lực trong gia đình dưới sự chỉ đạo của Bà chủ, người cũng sở hữu một mái nhà dành cho các phụ nữ bị bạo hành. Tháng 4, sau khi giải quyết một gã đàn ông về, cô nhận thấy thế giới xung quanh có nhiều điểm khác lạ với thế giới mà cô - một người thường xuyên cập nhật tình hình - biết đến như chuyện khẩu súng, mặt trăng,... Aomame đặt tên thế giới này là "1Q84" và ngờ rằng sự thay đổi này là từ lúc cô đi bằng cầu thang thoát hiểm ở Shibuya.
Tengo, giáo viên một trường dự bị và đồng thời đang có mục tiêu làm tiểu thuyết gia, từ mối quan hệ với biên tập Komatsu đã dính vào việc làm một cây bút giấu mặt, viết lại phác thảo "Nhộng không khí" của cây bút trẻ Fuka-Eri để nó đạt giải Tác giả mới và thành cuốn sách bán chạy. Sau đó, Tengo để ý thế giới mình đang sống từ lúc nào đã có hai vầng trăng lớn bé trên bầu trời và đang thay đổi dần dần giống như thế giới hư cấu trong "Nhộng không khí"...
Từ khi bước vào thế giới mới này, dần dần các mắt xích trong mối quan hệ của Aomame và Tengo dẫn họ đến một điểm chung, đó là tổ chức tôn giáo Sakigake và giống Người Tí Hon bí ẩn.

## Nhân vật
Aomame Masami (青豆雅美)
Một phụ nữ 30 tuổi vừa làm huấn luyện viên thể dục vừa hoạt động trong một tổ chức bí mật với nhiệm vụ đưa những kẻ bạo hành phụ nữ về thế giới bên kia. Họ của cô, nghĩa là "đậu xanh", là một cái tên hiếm gặp và thường xuyên bị nhầm lẫn. Trước năm 11 tuổi, cô cùng gia đình là tín đồ của tôn giáo Nhân Chứng Giê-hô-va nhưng sau đó, cô đã từ bỏ tôn giáo và cả gia đình.
Kawana Tengo (川奈天吾)
Giáo viên dạy Toán một trường dự bị và là một tiểu thuyết gia tương lai. Ngày còn nhỏ là một thần đồng trong nhiều lĩnh vực, đặc biệt là Toán. Cha anh là một nhân viên thu phí phát sóng của đài NHK và từng bắt anh cùng đi đến từng nhà một để thu tiền.
Komatsu Yūji (小松祐二)
Biên tập viên lập dị cô độc 45 tuổi của một tạp chí. Một con người có thực lực trong nghề - ai cũng công nhận nhưng hầu hết không thiện cảm, có khả năng đánh hơi thấy tài năng nhà văn qua tác phẩm mà nhờ đó Komatsu quen được Tengo, và lôi kéo Tengo viết lại tiểu thuyết "Nhộng không khí" của Fuka-Eri. Không ai biết rõ đời sống cá nhân của Komatsu.
Fuka-Eri tức Fukada Eriko
Cô gái 17 tuổi là tác giả bản thảo gốc của Nhộng không khí. Cô là người bị chứng khó đọc và không thể đến trường như mọi người; nguồn kiến thức cô có được là từ những cuốn sách do người thân đọc cho. Năm 10 tuổi, cô bỏ nhà - lúc đó nằm trong cộng đồng Sakigae - ra đi đến chỗ giáo sư Ebisuno, một người bạn của cha Fuka-Eri là Fukada Tamotsu.
Bà chủ (老婦人 Lão phụ nhân)
Tên thật là Ogata Shizue (緒方静恵) và là một goá phụ giàu có khoảng 70 tuổi sống ở Biệt thự Cây Liễu thuộc khu Azabu. Từng có con gái phải tự sát vì bị chồng bạo hành nên bà lập nên một nơi cưu mang những phụ nữ có hoàn cảnh tương tự, đồng thời ngấm ngầm trừng phạt những gã đàn ông bạo lực đó.
Tamaru (タマル)
Tên thật là Tamaru Ken'ichi (田丸健一). Vốn là người Triều Tiên di cư qua Nhật, anh hiện là bảo vệ của Biệt thự Cây Liễu. Thuở thiếu niên, anh sống trong cô nhi viện cho đến khi bỏ trốn và sống một mình đến giờ.
Ushikawa (牛河)
Một người đàn ông xấu xí được Sakigake thuê để điều tra về Tengo và sau này là Aomame, người phụ nữ bị họ tình nghi giết Lãnh tụ của họ. Ushikawa là một kẻ thông minh, nhanh nhạy và chỉ nói vừa đủ. Đã từng là một luật sư và có vợ con, hiện tại Ushikawa đã bị cho thôi việc và bị ly dị.

## Quá trình thực hiện
Murakami dành ra bốn năm để viết cuốn tiểu thuyết sau khi nghĩ ra tựa đề và hình ảnh mở đầu nó. Tựa đề cuốn sách sử dụng hiện tượng đồng âm khác nghĩa giữa chữ Q và số 9; cả hai đều được phát âm là "kyū" trong tiếng Nhật. Ngoài ra, tựa đề cuốn sách còn ám chỉ đến tiểu thuyết Một chín tám tư của George Orwell.

## Phát hành
Tại Nhật, 2 tập đầu được phát hành bản bìa cứng bởi Shinchosha vào 30 tháng 5 năm 2009. Gần một năm sau, ngày 16 tháng 4 năm 2010, tập 3 được phát hành.
Tại Mỹ, ấn bản 1Q84 ba-trong-một được phát hành vào tháng 10 năm 2011 bởi Knopf. Còn tại Anh, Harvill Secker phát hành thành 2 tập cách nhau 1 tuần cũng trong tháng 10 năm 2011, tập đầu tương ứng cuốn 1 và 2 trong bản tiếng Nhật.
Tại Việt Nam, 2 tập đầu tiểu thuyết dài kỳ này được chuyển ngữ từ tiếng Trung Quốc có đối chiếu bản tiếng Nhật và được ra mắt độc giả vào năm 2012. Tập 3 được phát hành vào cuối năm 2013. Cả ba tập được dịch giả Lục Hương chuyển ngữ và được Nhà xuất bản Hội nhà văn và Nhã Nam phát hành.